# 雙色吸口魚
雙色吸口魚（学名：Siphateles bicolor）為輻鰭魚綱鯉形目雅羅魚科的其中一種，分布於北美洲美國華盛頓州、俄勒岡州和愛達荷州的哥倫比亞河、克拉馬斯河南部和皮特河上游以及內華達州和加利福尼亞州的內陸河流至莫哈維河流域，成熟個體的特徵是上面是深橄欖色，下面是白色，體側帶有黃銅色的金屬光澤，有寬闊的鱗片和相對身體較大的頭部，魚鰭呈橄欖色，有時呈紅色，胸鰭位於身體前方且位置較低，背鰭鰭條8條，臀鰭鰭條7-8條，體長可達45公分，生活在各種棲息地，包括湍急的小溪、蜿蜒的河流、泉水、池塘和湖泊，能適應高山湖泊和沙漠溪流，能在2至36°C 的條件下生存，通常出現在植被生長豐富且流速緩慢的水域，主要以無脊椎動物和藻類為食，繁殖期可能發生在四月底至八月初之間，可做為食用魚。